# Manoir du Hanouard
Le manoir du Hanouard est un manoir des XVIe et XVIIe siècles situé sur la commune du Hanouard, en Seine-Maritime, en France. Le colombier du XVe siècle fait l'objet d'une inscription au titre des monuments historiques en 2008.

## Description
Le fief est attesté depuis le XIIe siècle et s'inscrit dans un ensemble fortifié dont subsistent de nombreux éléments. Du XVIIe siècle date la modification de la façade sud-est du logis (baies percées ; porte d'entrée soulignée d'un fronton sur pilastres).
Le domaine comprend un logis rectangulaire de la fin du XVe siècle, en briques, à porte d'entrée soulignée par un fronton calcaire, porté par deux pilastres à chapiteaux. La façade postérieure présente des baies à meneaux et une tourelle hexagonale en saillie occupée primitivement par un escalier. Les deux tourelles d'angle en façade du logis sont démolies vers 1850.
Un colombier à fût octogonal, en brique sur solin de grès, décoré sur sept faces de motifs géométriques en incrustation calcaire. Un long bâtiment à usage d'écurie et grange, situé à l'ouest du logis, en brique ancienne à chaînage harpé de pierre calcaire sur soubassement de silex, du XVIe siècle, repris au XIXe siècle pour la partie centrale.

## Protection
Le colombier du manoir est inscrit au titre des monuments historiques le 21 novembre 2008.